# Parafia św. Linusa w Rzymie
Parafia św. Linusa w Rzymie – rzymskokatolicka parafia znajdująca się w diecezji rzymskiej, w wikariacie generalnym Rzymu, sektorze zachodnim, prefekturze XXXIII w Rzymie.

## Historia
22 lutego 1957 parafię erygował wikariusz generalny Rzymu kard. Clemente Micara dekretem Qua celeritate. Od początku istnienia jest powierzona duchowieństwu diecezjalnemu. Kościół konsekrował 23 września 1999 wikariusz generalny Rzymu kard. Camillo Ruini.